# العلاقات الدنماركية السويسرية
العلاقات الدنماركية السويسرية هي العلاقات الثنائية التي تجمع بين الدنمارك وسويسرا.

## مقارنة بين البلدين
هذه مقارنة عامة ومرجعية للدولتين:
| وجه المقارنة                                              | الدنمارك                                                     | سويسرا                                                                                      |
| --------------------------------------------------------- | ------------------------------------------------------------ | ------------------------------------------------------------------------------------------- |
| المساحة (كم2)                                             | 42.92 ألف                                                    | 41.28 ألف                                                                                   |
| عدد السكان (نسمة)                                         | 5.79 مليون                                                   | 8.21 مليون                                                                                  |
| الكثافة السكانية (ن./كم²)                                 | 134.9                                                        | 198.89                                                                                      |
| العاصمة                                                   | كوبنهاغن                                                     | برن                                                                                         |
| اللغة الرسمية                                             | اللغة الدنماركية                                             | اللغة الألمانية، اللغة الإيطالية، لغة فرنسية، اللغة الرومانشية، الألمانية السويسرية الموحدة |
| العملة                                                    | كرونة دنماركية                                               | فرنك سويسري                                                                                 |
| الناتج المحلي الإجمالي (بليون دولار)                      | 324.87 مليار                                                 | 678.89 مليار                                                                                |
| الناتج المحلي الإجمالي (تعادل القوة الشرائية) بليون دولار | 278.61 مليار                                                 | 518.07 مليار                                                                                |
| الناتج المحلي الإجمالي الاسمي للفرد دولار أمريكي          | 51.99 ألف                                                    | 80.94 ألف                                                                                   |
| الناتج المحلي الإجمالي للفرد دولار أمريكي                 | 45.54 ألف                                                    | 59.54 ألف                                                                                   |
| مؤشر التنمية البشرية                                      | 0.900                                                        | 0.930                                                                                       |
| رمز المكالمات الدولي                                      | +45                                                          | +41                                                                                         |
| رمز الإنترنت                                              | .dk                                                          | .ch، .swiss ‏                                                                                |
| المنطقة الزمنية                                           | توقيت وسط أوروبا، ت ع م+02:00، ت ع م+01:00، أوروبا/كوبنهاجن ‏ | توقيت وسط أوروبا، ت ع م+01:00، ت ع م+02:00، أوروبا/زيورخ ‏                                   |

## مدن متوأمة
في ما يلي قائمة باتفاقيات التوأمة بين مدن دنماركية وسويسرية:
- ترتبط Aalborg Municipality [الإنجليزية]‏ مع Rapperswil-Jona [الإنجليزية]‏ باتفاقية توأمة منذ 2007.[17][18][19][20]
- ترتبط آلبورغ مع Rapperswil-Jona [الإنجليزية]‏ باتفاقية توأمة منذ 1961.[21][22][23][21]

## منظمات دولية مشتركة
يشترك البلدان في عضوية مجموعة من المنظمات الدولية، منها:
| علم المنظمة | اسم المنظمة                               | تاريخ انضمام الدنمارك | تاريخ انضمام سويسرا |
| ----------- | ----------------------------------------- | --------------------- | ------------------- |
|             | مؤسسة التمويل الدولية                     | 20 يوليو 1956         | 29 مايو 1992        |
|             | يونسكو                                    | 4 نوفمبر 1946         | 28 يناير 1949       |
|             | مجموعة أستراليا                           | 1985                  | 1987                |
|             | المرصد الأوروبي الجنوبي                   | 1967                  | 1982                |
|             | اتحاد المدفوعات الأوروبي ‏                 | ?                     | ?                   |
|             | مجموعة الموردين النوويين                  | ?                     | ?                   |
|             | مؤسسة التنمية الدولية                     | 30 نوفمبر 1960        | 29 مايو 1992        |
|             | منظمة التعاون الاقتصادي والتنمية          | ?                     | ?                   |
|             | المركز الدولي لتسوية المنازعات الاستشارية | 24 مايو 1968          | 14 يونيو 1968       |
|             | وكالة ضمان الاستثمار متعدد الأطراف        | 12 أبريل 1988         | 12 أبريل 1988       |
|             | منظمة حظر الأسلحة الكيميائية              | ?                     | ?                   |
|             | المنظمة الأوروبية لسلامة الملاحة الجوية   | 1994                  | 1992                |
|             | البنك الإفريقي للتنمية                    | ?                     | ?                   |
|             | الأمم المتحدة                             | 24 أكتوبر 1945        | 10 سبتمبر 2002      |
|             | الاتحاد الدولي للاتصالات                  | 1866                  | 1866                |
|             | منظمة الشرطة الجنائية الدولية             | ?                     | ?                   |
|             | البنك الدولي للإنشاء والتعمير             | 30 نوفمبر 1960        | 29 مايو 1992        |
|             | منظمة الأمن والتعاون في أوروبا            | 25 يونيو 1973         | 25 يونيو 1973       |
|             | وكالة الفضاء الأوروبية                    | ?                     | ?                   |
|             | الاتحاد البريدي العالمي                   | ?                     | ?                   |
|             | منظمة التجارة العالمية                    | 1995                  | ?                   |
|             | الفريق المعني برصد الأرض                  | ?                     | ?                   |
|             | بنك التنمية الآسيوي                       | 1966                  | 1967                |
|             | نظام تحكم تكنولوجيا القذائف               | 1990                  | 1992                |
|             | مجلس أوروبا                               | ?                     | ?                   |

## أعلام
هذه قائمة لبعض الشخصيات التي تربطها علاقات بالبلدين:
- سولونا ساماي (مغنية دنماركية، 27 أغسطس 1990[32] – )
- غيردا فيغينر (فنانة دنماركية، 15 مارس 1885[33][34][35] – 28 يوليو 1940[35][36][37])

## وصلات خارجية
- موقع وزارة الخارجية الدنماركية
- موقع وزارة الخارجية السويسرية